# Christian Bogø
Marius Christian Emil Nielsen Bogø (født 26. december 1882 i København, død 4. december 1945) var en dansk maler, journalist og forfatter.

## Opvækst og uddannelse
Han blev født som ældste barn af skibsfører Rasmus Peter Nielsen og hustru Emilia Andersson. Familien boede en del år i Lille Strandstræde 9 i København, hvor de drev logihuset Bogø. Stedet var især populært blandt søfolk fra Bogø, og familien blev kendt som Bogø-Nielsen. Rasmus Peter Nielsen døde i 1903, og efter at navneloven blev ændret i 1904, købte enken retten til efternavnet Bogø til sig selv og de syv børn. 
Christian Bogø viste tidligt talent for at tegne, og efter at have taget almindelig forberedelseseksamen i 1899, blev han elev hos teatermaleren Carl Lund. Han gik i 1902-03 på teknisk skole og på Kunstakademiet. I 1904 blev han tildelt et rejselegat som tegner, og det gjorde det muligt for ham at rejse til Paris, hvor han videreuddannede sig til marinemaler.

## Journalist, tegner og forfatter
Fra 1907 arbejdede Bogø som journalist og tegner ved forskellige københavnske aviser og ugeblade, blandt andet Aftenbladet, Social-Demokraten og Familie Journalen. Da Pressens Magasin skulle lanceres i 1916, vandt han konkurrencen om at levere den første forside, med et billede af Amerikabåden, der sejlede mellem Danmark og U.S.A. I 1924 stiftede han det maritime tidsskrift Vikingen, som han skrev og tegnede til i cirka tre år. Derefter var han i adskillige år redaktør af Danmarks Handels- og Søfartstidende.
Christian Bogøs litterære karriere begyndte under 1. verdenskrig med novellesamlingerne I krigens kølvand fra 1916 og Sporløst fra 1917. I 1918 skrev han sangen Bogø's pris til melodien Den slemme måne, og i 1942 udgav han digtsamlingen Havets musikanter.
Bogø skrev dramatik i folkelig stil, og fik især stor succes med Barken Margrethe af Danmark, der blev opført over to tusind gange i Danmark og Sverige og efterfølgende filmatiseret. Produktionen omfattede:
- Barken Margrethe af Danmark, medforfatter J. Ravn-Jonsen, komponist Sophus Andersen. Århus Teater, 26-12-1918. Filmatiseret i 1934.
- Springende Løver. Hjærter i Brand. Medforfatter Axel Strøm, komponist Jørgen Nielsen. Århus Teater, 29-02-1920.
- Den nye Husassistent. Medforfatter Axel Frische. Sønderbro Teater, 1-10-1920. Opsat i ny udgave på ABC Teatret med supplerende tekst af Børge Müller og musik af Kai Normann Andersen. Filmatiseret i 1933.
- Manden fra Amerika, medforfatter J. Ravn-Jonsen, komponist Victor Jørgensen. Sønderbro Teater, 9-10-1921.
- Saadan er menneskene, medforfatter J. Ravn-Jonsen. Povl Vendelbos Teaterselskab 1925.
- Tre gamle Julenisser. Røde Kro Teater, 30-11-1928.
- To maa man være, medforfatter Palle Rosenkrantz. Svend Wedels Turné, 12-02-1939.[3]

Christian Bogø malede livet igennem, ofte marinemalerier med skibe for fulde sejl. Danske museer har ikke stået i kø efter hans værker, men de dukker af og til op på både danske og udenlandske auktioner.

## Privatliv
Christian Bogø indgik i 1910 ægteskab med Constance Sylvia Albertine Lützhøft. Han døde i 1945 og ligger begravet på Garnisons Kirkegård.